# Titularbistum Targa
Targa ist ein Titularbistum der römisch-katholischen Kirche.
Es geht zurück auf einen untergegangenen Bischofssitz in der gleichnamigen antiken Stadt, die in der römischen Provinz Africa proconsularis (heute nördliches Tunesien) lag.
| Titularbischöfe von Targa |                                           |                                                                   |                   |                  |
| Nr.                       | Name                                      | Amt                                                               | von               | bis              |
| 1                         | Sebastiao Mendes Fonseca                  | Weihbischof in Lissabon (Königreich Portugal)                     | 26. Oktober 1573  |                  |
| 2                         | Tomé de Faria OCarm                       | Weihbischof in Lissabon (Portugal)                                | 22. Juni 1616     | 23. Oktober 1628 |
| 3                         | Gaspar do Rego da Fonseca                 | Weihbischof in Lissabon (Königreich Portugal)                     | 24. November 1632 | 9. Juni 1636     |
| 4                         | Francisco Sotomayor CRSA                  | Weihbischof in Lissabon (Königreich Portugal)                     | 21. Juli 1636     | 3. November 1669 |
| 5                         | Bernardinus a San Antonio OFM             | Weihbischof in Évora (Königreich Portugal)                        | 17. Dezember 1674 | 1700             |
| 6                         | Nuno da Cunha e Ataíde                    | Generalinquisitor von Portugal (Königreich Portugal)              | 14. Dezember 1705 | 16. Juni 1721    |
| 7                         | Agostino Nicola degl'Abbati Olivieri OESA |                                                                   | 13. Juni 1714     | 16. Juni 1721    |
| 8                         | Philip Coscia                             |                                                                   | 21. März 1725     | 1759             |
| 9                         | Ignaz Koller                              | Koadjutorbischof von Veszprém (Habsburgerreich)                   | 15. Dezember 1760 | 10. August 1762  |
| 10                        | Domenico Spinucci                         | Pro-Generalvikar des Erzbistums Fermo (Kirchenstaat)              | 3. April 1775     | 12. Mai 1777     |
| 11                        | Ferdynand Onufra Kicki                    | Weihbischof in Lemberg, Koadjutorerzbischof von Lemberg (Ukraine) | 15. Dezember 1777 | 25. Oktober 1780 |
| 12                        | Paolo Giuseppe Castelli Piratini          |                                                                   | 2. April 1781     |                  |